# (5120) Bitias
(5120) Bitias es un asteroide que forma parte de los asteroides troyanos de Júpiter, descubierto el 13 de octubre de 1988 por Carolyn Shoemaker desde el Observatorio del Monte Palomar, Estados Unidos.

## Designación y nombre
Designado provisionalmente como 1988 TZ1. Fue nombrado Bitias en honor al guerrero troyano Bitias, fiel compañero de Eneas. Fue el primer troyano en brindar por la desdichada Reina Dido, en la fiesta cuando Eneas narró sus aventuras a Dido, y ella comenzó a enamorarse de él. Más tarde, en Italia, durante la guerra latina, Bitias cometió un error que le costó la vida a muchos troyanos, cuando abrió las puertas de la fortaleza de los troyanos en un intento de persuadir a los guerreros latinos en el interior, donde podrían quedar atrapados. En su lugar, el guerrero latino Turno se precipitó dentro de la fortaleza troyana donde hubo una matanza, matando a Bitias con un lucio giratorio.

## Características orbitales
Bitias está situado a una distancia media del Sol de 5,277 ua, pudiendo alejarse hasta 5,859 ua y acercarse hasta 4,696 ua. Su excentricidad es 0,110 y la inclinación orbital 24,99 grados. Emplea 4428,88 días en completar una órbita alrededor del Sol.

## Características físicas
La magnitud absoluta de Bitias es 10,2. Tiene 48 km de diámetro y su albedo se estima en 0,122.